# Good Looking Records
Good Looking Records to wytwórnia płytowa założona na początku lat dziewięćdziesiątych wydająca muzykę z gatunku drum and bass. Jej założycielem był LTJ Bukem. Wydawała pionierskie  płyty z muzyką w stylu określanym jako intelligent drum and bass.